# Йоганн Генріх Абіхт
Йо́ганн Ге́нріх А́біхт (нім. Johann Heinrich Abicht, лит. Johanas Heinrichas Abichtas; 4 травня 1762, Фолькштедт під Рудольштадтом — 10 травня 1816, Вільно) — німецький філософ, кантіанець, професор Віленського університету; батько вченого-медика Адольфа Абіхта.

## Біографія
Закінчив Ерлангенський університет. У 1786 р. отримав ступінь магістра філософії, в 1790 р. — доктора філософії. В тому ж році був призначений ад'юнктом, пізніше став екстраординарним професором у відділенні філософії, а з 1796 р. — професором ординарним. В 1804 р. був призначений професором логіки і метафізики у імператорському Віленському університеті.
Знаходився під впливом філософії Канта і Рейнгольда.

## Твори
- De philosophiae Kantianae ad theologiam habitu, 1788
- Versuch einer Metaphysik des Vergnügens nach Kantischen Grundsätzen zur Grundlegung einer systematischen Thelematologie und Moral 1789
- Philosophie der Erkenntnisse, 1791
- Hermias, oder Auflösung der die gültige Elementarphilosophie betreffenden Aenesidemischen Zweifel, 1794
- Neues philosophisches Magazin zur Erläuterung und Anwendung des Kantischen Systems, 1789—1790, zusammen mit Friedrich Gottlob Born.
- Philosophisches Journal, 4 Bände, 1794—1795, Mitarbeit